# Гоптовка (Харьковская область)
Го́птовка, до ВОВ Га́птивка (укр. Гоптівка) — село, Дергачёвская городская община, Харьковский район, Харьковская область, Украина.
Код КОАТУУ — 6322082503. Население по переписи 2001 года составляет 999 (468/531 м/ж) человек. 

## Географическое положение
Село Гоптовка находится у истоков реки Татарка, которая через 7 км впадает в реку Лопань (левый приток). Примыкает к селу Кудиевка, на расстоянии в 2 км расположены сёла Бугаевка, Токаревка, Кочубеевка, Шопино, на расстоянии в 2 км проходит автомобильная дорога М-20. В селе 18 многоэтажных домов, село газифицировано. До границы с Россией 3 км.

## История
- 1850 — дата основания.
- В 1940 году, перед ВОВ, в Гаптивке было 68 дворов и ветряная мельница.[1]
- После ВОВ Гаптовка была переименована в Токаревку (не путать с Токаревкой Первой) в честь уроженца Гаптовки участника революции 1905 года И. Я. Токаря, который умер в царской тюрьме.

В бывшем Токаревском сельсовете стало после этого четыре рядом расположенных села с названием Токаревка: Токаревка-бывшая Гаптовка, Токаревка Первая, Токаревка Вторая, Малая Токаревка.
- Между 1967 и 1976 годами Токаревку переменовали в Гоптовку; название же сельсовета осталось прежним — Токаревский сельсовет (Дергачёвский район).

### Наше время
В 2002 году в селе открыли одноименный КПП на границе с Россией. 24 февраля 2022 года в ходе российского вторжения село было захваченно ВС РФ. В ходе контрнаступления ВСУ в Харьковской области, 11 сентября село было освобождено.

## Экономика
- В селе есть большая птице-товарная фермы, машинно-тракторные мастерские.
- Таможенный пост «Гоптовка».
- «Магистраль», сельскохозяйственное ООО.

## Объекты социальной сферы
- Детский сад.
- Школа.
- Клуб.
- Библиотека.
- Больница.
- Стадион.